# 滝山駅
滝山駅（たきやまえき）は、兵庫県川西市滝山町にある能勢電鉄妙見線の駅。駅番号はNS03。

## 歴史
単線時代は1面1線の棒線駅であった。

### 年表
- 1913年（大正2年）4月13日：開業[1]。
- 1967年（昭和42年）11月30日：複線化に伴い駅を改良[3]。
- 1982年（昭和57年）10月30日：大型車（1500系）導入のため、駅部分の曲線を緩和[4]し、ホームを延長[1]。

## 駅構造
相対式2面2線のホームを持つ地上駅。
改札などは山下方面行きホームの南側に設置されている。改札口から川西能勢口駅方面行きホームの行き来は地下通路によって行なわれる。改札からは山下方面行きのホームへも4段の階段を昇降する必要があり、エレベーター等は設置されていない。そのため、踏切の両側にホームに直接入ることができるスロープが設置されている。トイレは改札口を入ってすぐの場所にある。山下駅方面行きのスロープに入ってすぐに車椅子対応トイレも設置されている。ただしスロープの入口には扉があり、スロープを利用する場合はインターホンでの申し出により、遠隔操作で解錠を行う。
能勢電鉄全線の中でも特にこの駅はホームが湾曲しており、ホームと電車の間に広い間があくので注意を要する。ホームは6両分の有効長があるが現在は4両編成の列車しか停車しない。そのため列車は川西能勢口駅行きホームでは北寄りに、山下駅方面行きホームでは南寄りに停車する。両ホームには待合室が設置されている。

### のりば
|      | 路線    | 行先                       |
| ---- | ------- | -------------------------- |
| 西側 | ■妙見線 | 山下・妙見口・日生中央方面 |
| 東側 | ■妙見線 | 川西能勢口・宝塚・梅田方面 |

※のりば番号は設定されていない。

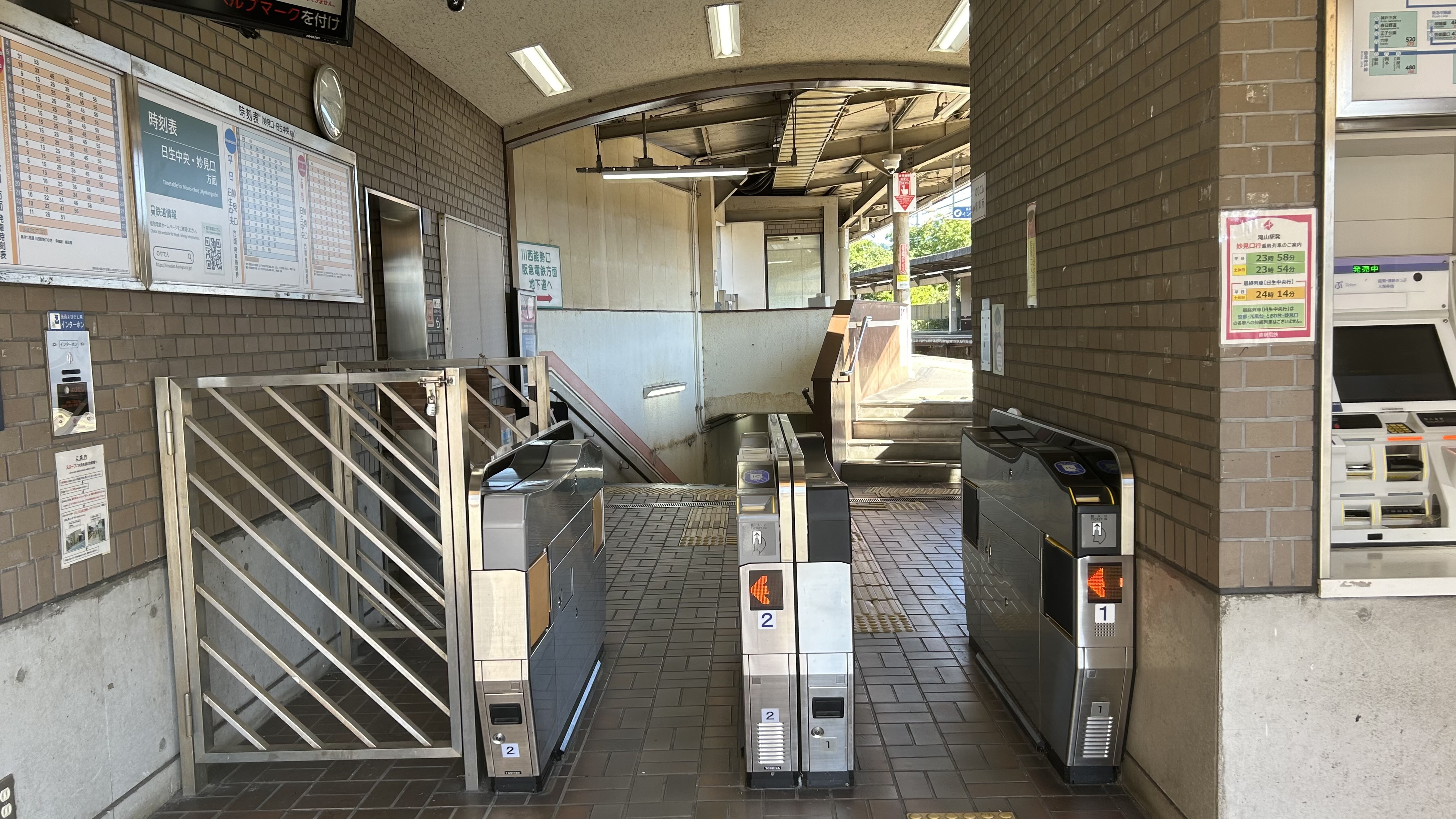
改札口
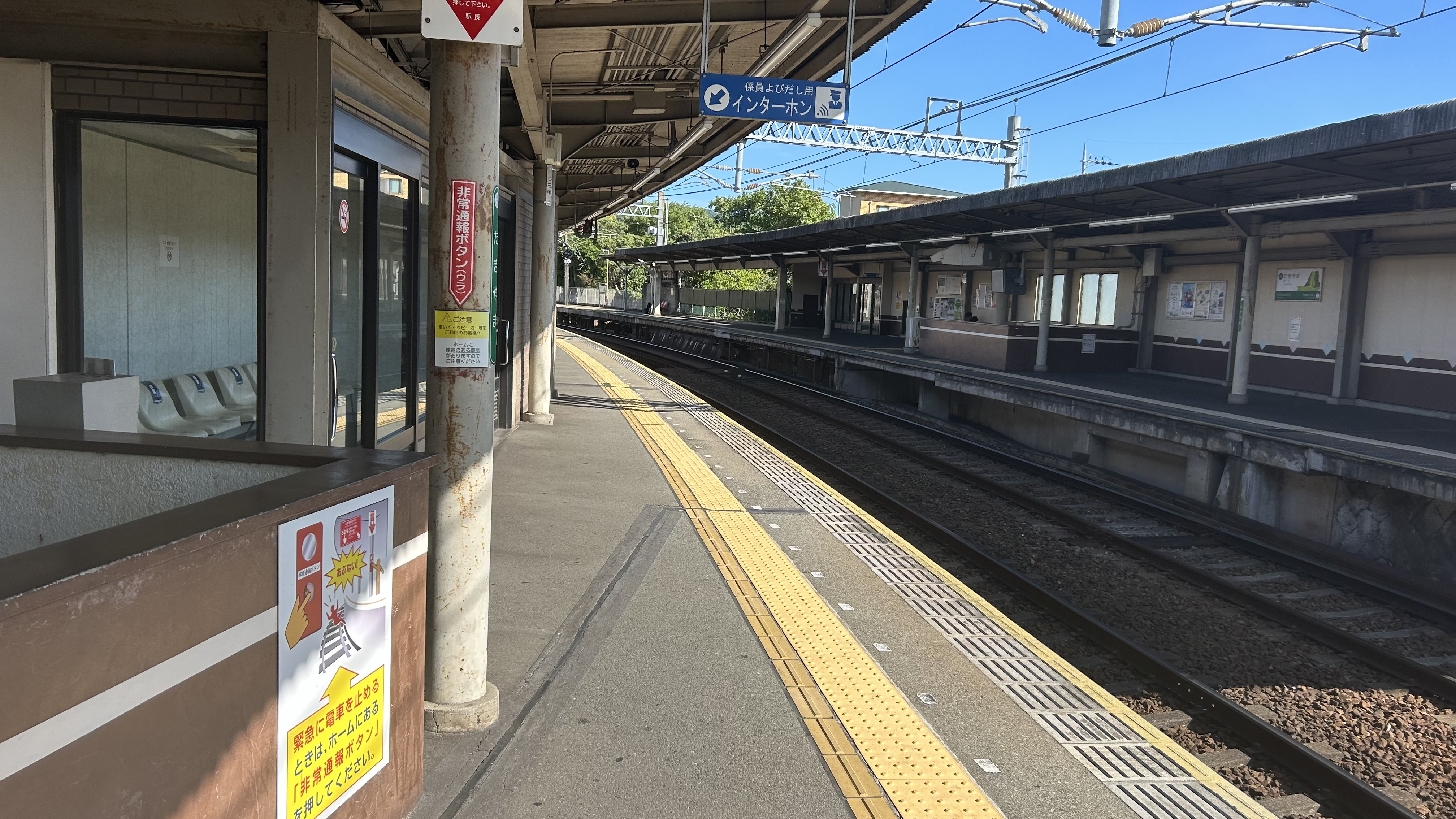
日生中央方面ホーム
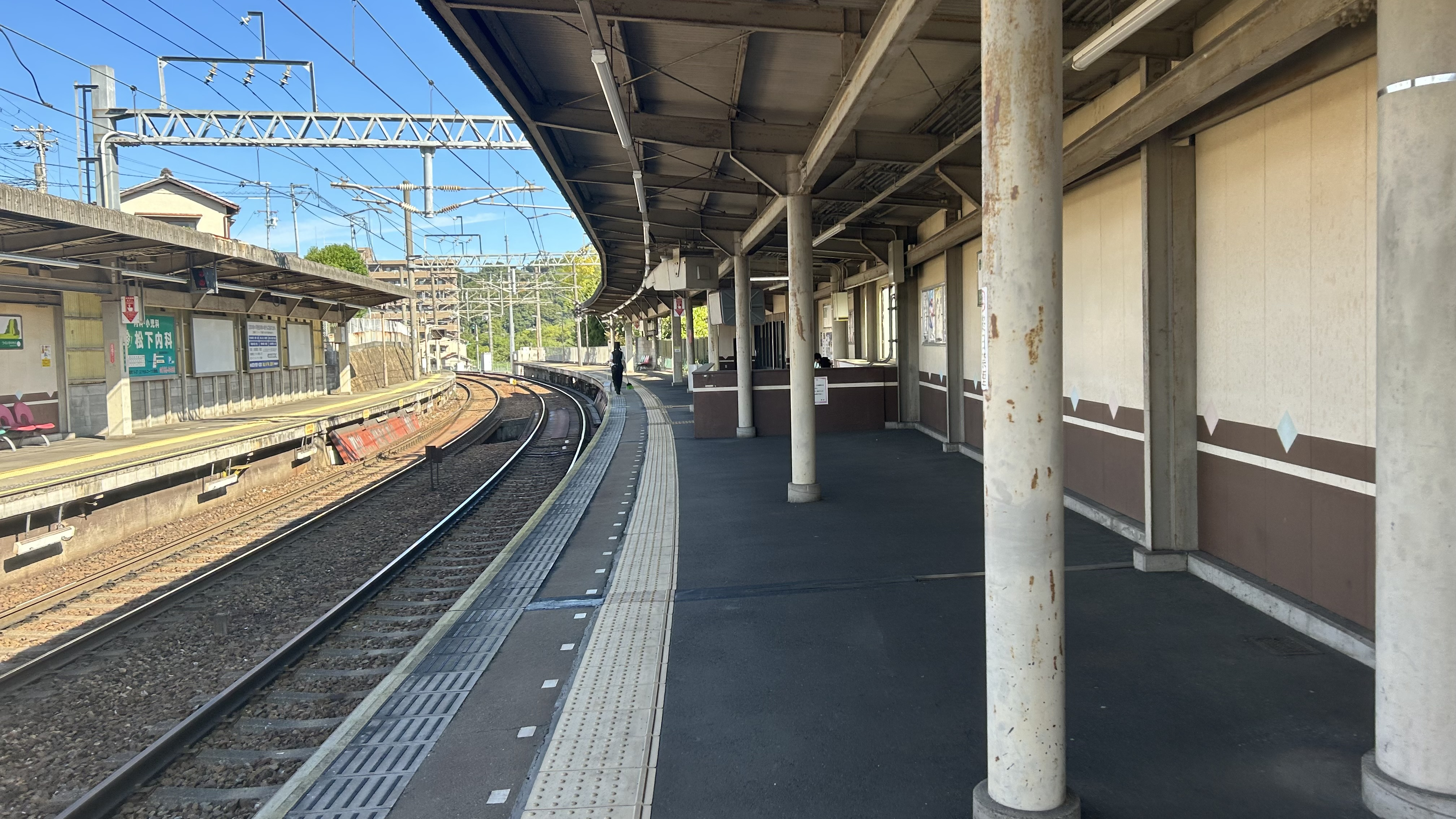
川西能勢口方面ホーム
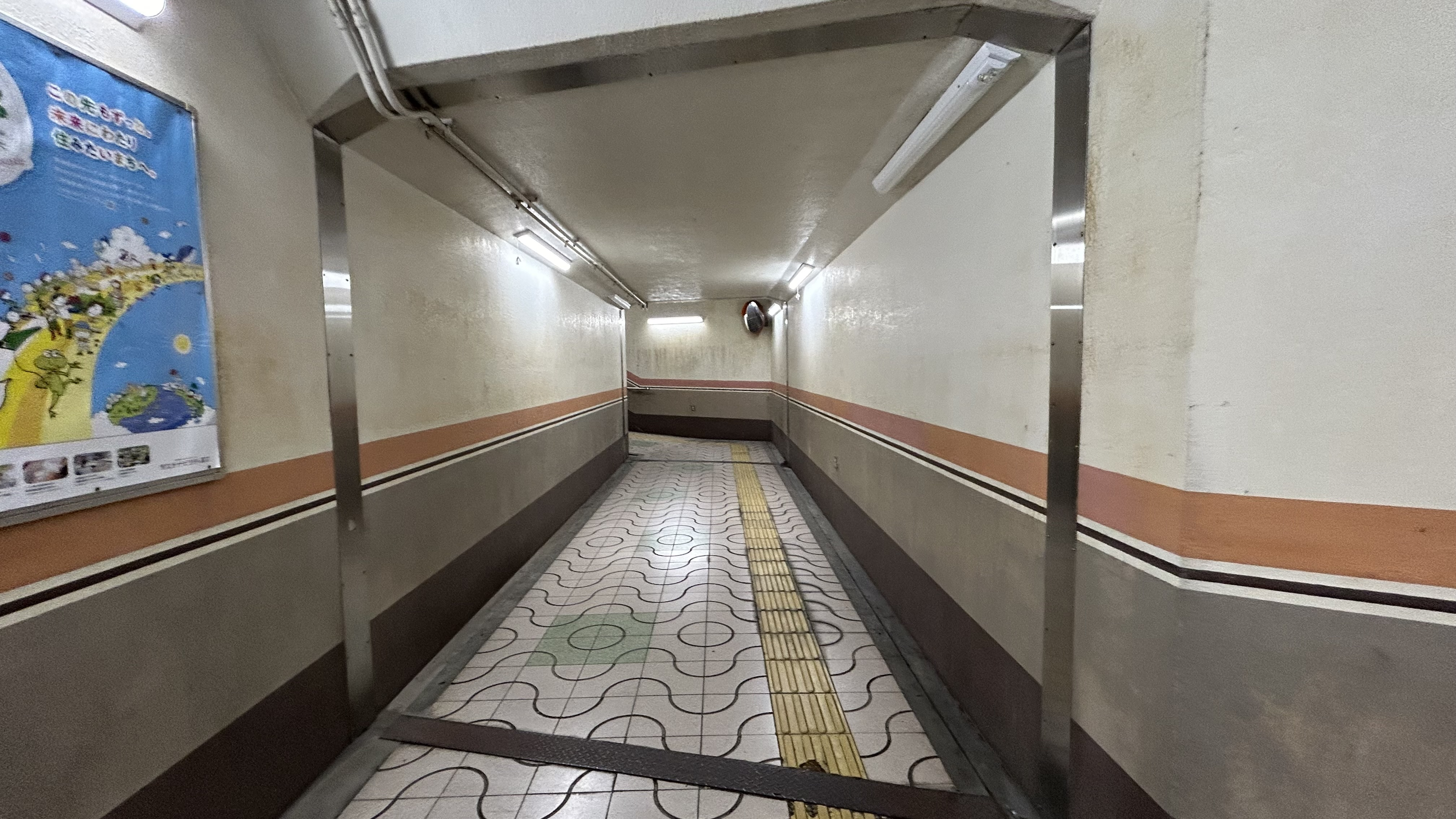
地下通路
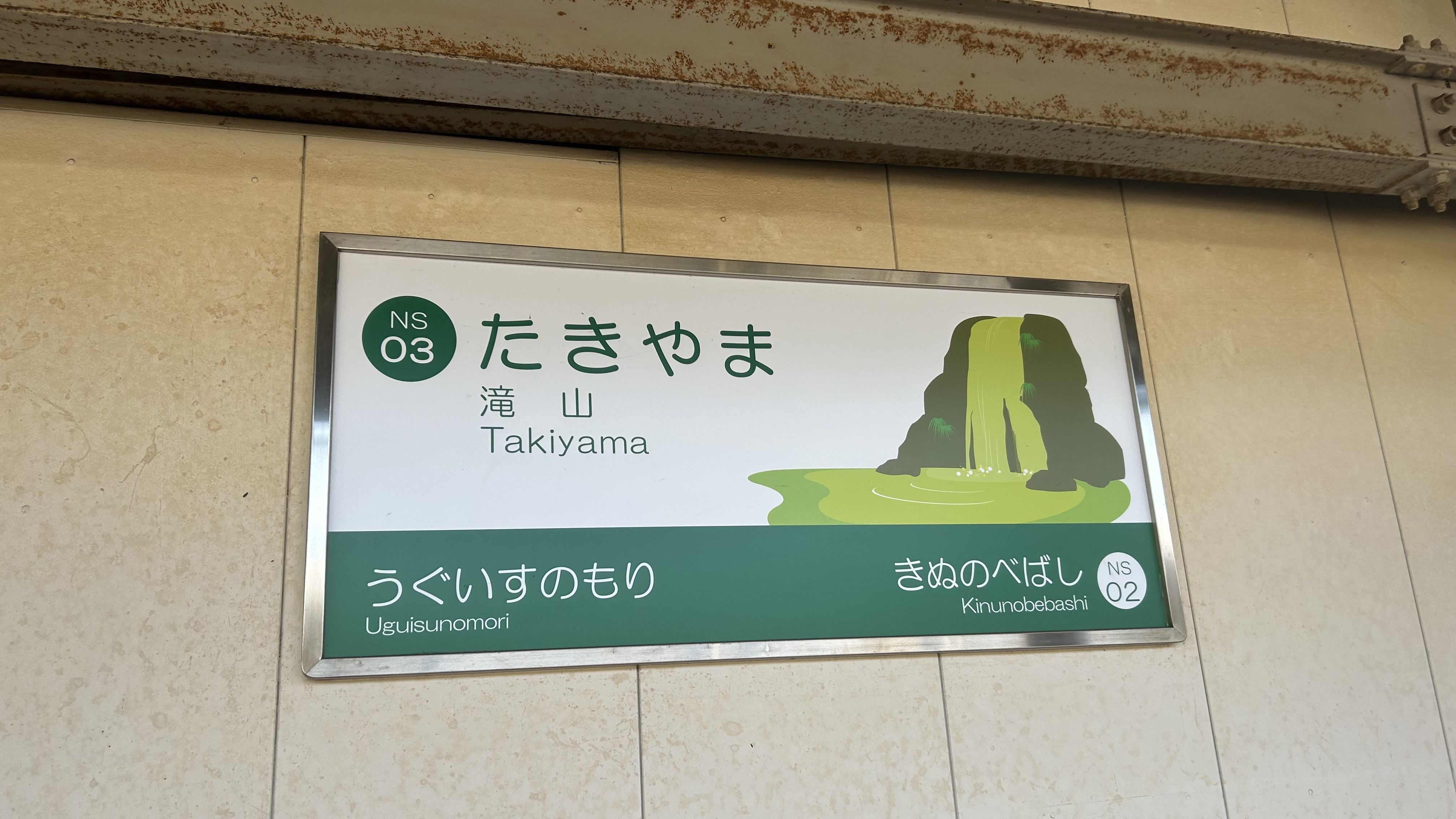
駅名標

## 利用状況
川西市統計年鑑によると、1日の平均乗車人員は以下の通りである。
| 年度   | 1日平均 乗車人員 |
| ------ | ---------------- |
| 2013年 | 1,139            |
| 2014年 | 1,138            |
| 2015年 | 1,137            |
| 2016年 | 1,158            |
| 2017年 | 1,114            |
| 2018年 | 1,034            |
| 2019年 | 1,093            |
| 2020年 | 960              |
| 2021年 | 966              |
| 2022年 | 980              |
| 2023年 | 1,038            |

## 駅周辺
周りには住宅地がある。幹線道路である兵庫県道12号に近いが、駅前すぐを通る道路は自動車の行き違いも困難な狭い道路である。
- 兵庫県道12号川西篠山線
- 猪名川
- 川西市立川西北小学校
- 川西市文化会館[1]（閉鎖）
- 川西警察署[1]

## 隣の駅
能勢電鉄
妙見線
■特急「日生エクスプレス」
通過
■普通
絹延橋駅 (NS02) - 滝山駅 (NS03) - 鶯の森駅 (NS04)